# Bollywood Hungama
Bollywood Hungama（印地語意為「寶萊塢瘋狂」），前稱為IndiaFM（或IndiaFM.com），是由Hungama Digital Media Entertainment擁有（於2000年收購）寶萊塢娛樂網站。
該網站提供與印度電影業（特別是寶萊塢）相關的新聞、影評和票房報告。該網站於1998年6月15日成立，最初名為「IndiaFM.com」。2008年更名為「Bollywood Hungama」。

## 外部連結
- 官方网站